# Oberförsterei Kazlų Rūda

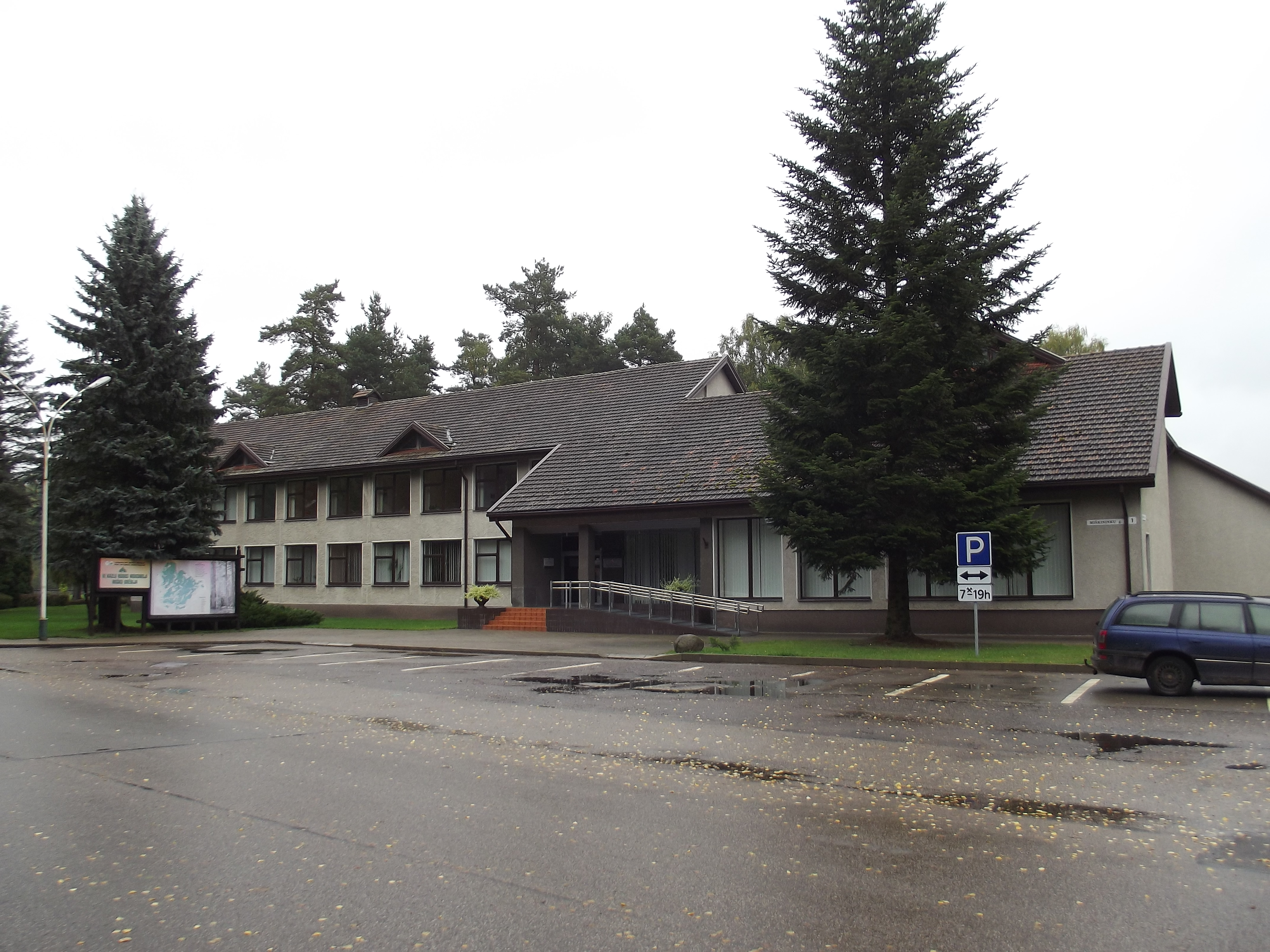
Verwaltung

Die Oberförsterei Kazlų Rūda (lit. Kazlų Rūdos mokomoji miškų urėdija, früher Forstwirtschaftsbetrieb Kazlų Rūda, Kazlų Rūdos miškų ūkis) ist ein staatlicher Betrieb (lit. miškų urėdija, dt. 'Oberförsterei') in der  Gemeinde Kazlų Rūda, im östlichen Litauen. Die historische Forstbehörde mit Sitz in Kazlų Rūda betreut unter der Leitung des Oberförsters Linas Bužinskas rund 36.700 ha (1947: 57.652 ha) Waldflächen. Die Wälder für die Forschung und Lehre bedecken etwa 705 Hektar Waldfläche und die Samenzuchtanlagen der Selektion  136 Hektar. Die Oberförsterei dient als Schulungsforstamt der Aleksandras-Stulginskis-Universität, des Kaunaser Kollegiums für Forst- und Umweltingenieurwesen und als Forschungsstelle des Litauischen Forstforschungsinstituts (Lietuvos miškų institutas). Das Forstamt verfügt über ein eigenes Studentenwohnheim.

## Geschichte
Ab 1820 begann die Waldbewirtschaftung. 1850 wurde der Plan für Holzfällerei für den Zeitraum von 1850 bis 1879 und danach für den Zeitraum von 1887 bis 1896 gemacht. 1862 wurde die Eisenbahnstraße Kaunas—Kybartai durch den südöstlichen Teil des Forstes Kazlų Rūda gebaut und 1908 die umliegenden Grenzen des Waldes gemessen. 1920 erfolgte die Gründung der Oberförsterei Kazlų Rūda mit damals 6 Förstereien, welche später in die zwei Forstämter (Kazlų Rūda und Jūrė) aufgeteilt wurden. 
1945 wurden die Oberförsterei Jūrė und die Oberförsterei Kazlų Rūda zum Forstindustriebetrieb Kazlų Rūda (Kazlų Rūdos miško pramonės ūkis) verbunden. 1947 wurde der Forstwirtschaftsbetrieb Kazlų Rūda (Kazlų Rūdos miškų ūkis) mit einer Fläche von 57.652 ha gegründet. 
1957 wurde der Forstindustriebetrieb Kazlų Rūda zum Forstwirtschaftsbetrieb Kazlų Rūda integriert. 
1982 wurde am Forstwirtschaftsbetrieb eine Filiale des Lehrstuhls für Forstwissenschaft der Landwirtschaftlichen Akademie Litauens errichtet. 1990 wurde der Forstwirtschaftsbetrieb Kazlų Rūda zur Oberförsterei Kazlų Rūda. 1991 entstand aus der Oberförsterei Kazlų Rūda die eigenständige Oberförsterei Marijampolė, und 1994 wurde die Oberförsterei Kazlų Rūda zu einem akademischen Lehrforstamt umstrukturiert.

## Struktur
Die Verwaltungseinheiten der Oberförsterei verteilen sich über die neun Förstereien (girininkija) Agurkiškės, Ąžuolų Būda, Bagotoji, Braziūkai, Jūrė, Nova, Šališkiai und Višakio Rūda sowie der Forst Kazlų Rūda, der mit einer Fläche von 58.700 ha der drittgrößte bewirtschaftete Wald Litauens ist. Die Förstereien sind wiederum in 16 Unterförstereien mit je 2294 ha Waldfläche aufgeteilt. Im Territorium der Oberförsterei liegen sieben Schutzgebiete. Das Schutzgebiet für  genetische Reserve der Kiefern mit einer Fläche von 79,5 ha in Braziūkai  wurde für die forstwissenschaftliche Forschung und Lehre, Zucht und als Saatgutproduktionsanlage der Waldselektion entwickelt, um wertvollen Genpool zu schützen.

## Forstbaumschule
Die Forstbaumschule der Oberförsterei befindet sich in Jūrė, an der Landstraße Marijampolė-Kazlų Rūda-Šakiai. Die Fläche von 5,5 ha im Jahr 1960 erhöhte sich auf 23,4 ha im Jahr 2005. Die Haupttätigkeit ist der Anbau von Waldpflanzen und Bäumen (Kiefer, Fichte, Erle, Birke, Linde, Ahorn, Lärche). Außerdem werden Ornithochorie-Sträucher und 120 Arten und Formen der Setzlinge für die städtische Grünanlagen angebaut. Diese sind Thuja, Tanne, Wacholder, Obtusa, Tanne.

## Leitung
- 1952–1957: Vincentas Verbyla (1918–2017), Forstdirektor
- seit 1994: Linas Bužinskas, Oberförster